# الراعي
الراعي بلدة ومركز ناحية تابعة لمنطقة الباب في محافظة حلب في سوريا. تقع على مسافة ستين كيلومتراً شمال شرق مدينة حلب. بلغ عدد سكان الناحية 15,378 نسمة حسب تعداد عام 2004.
يعمل السكان في زراعة الشعير والبطيخ الأحمر الذي يدعى بالجبس على لسان أهل المنطقة وهي على الحدود التركية. 
أكثر سكانها من التركمان ويجيدون اللغتين العربية والتركية.

## أعلام
- طلال سلو